# Koháry Péter
Báró csábrági és szitnyai Koháry Péter (1564 – 1631) katona, diplomata.

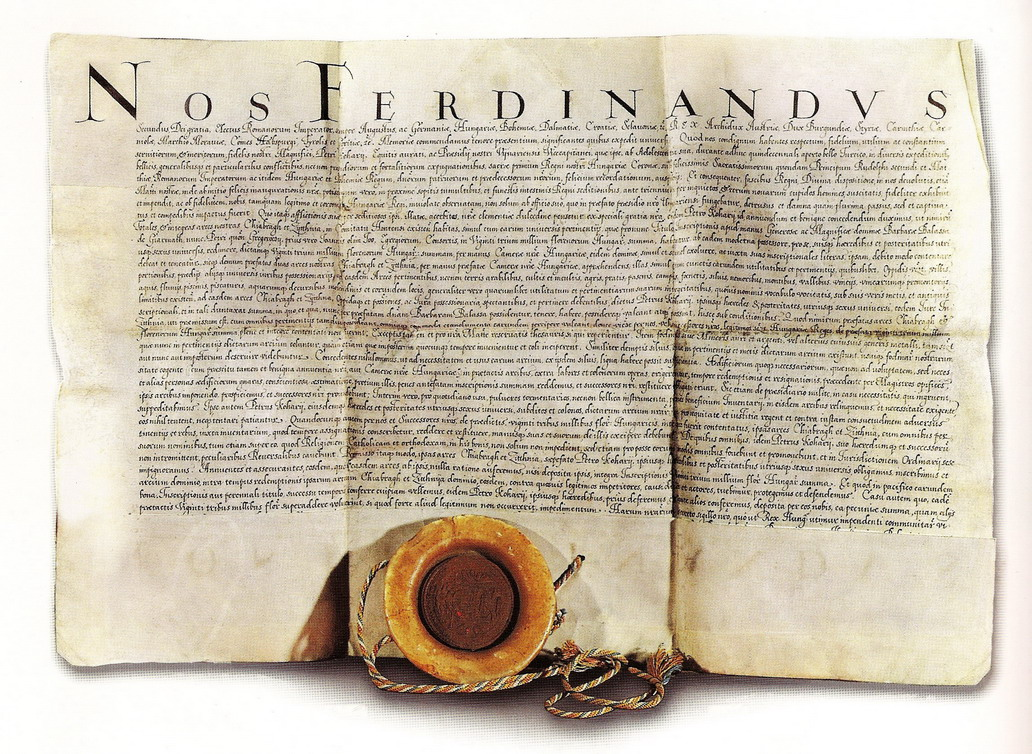
II. Ferdinánd zálogba adja Csábrágot és Szitnyát Koháry Péternek (1622)

## Élete

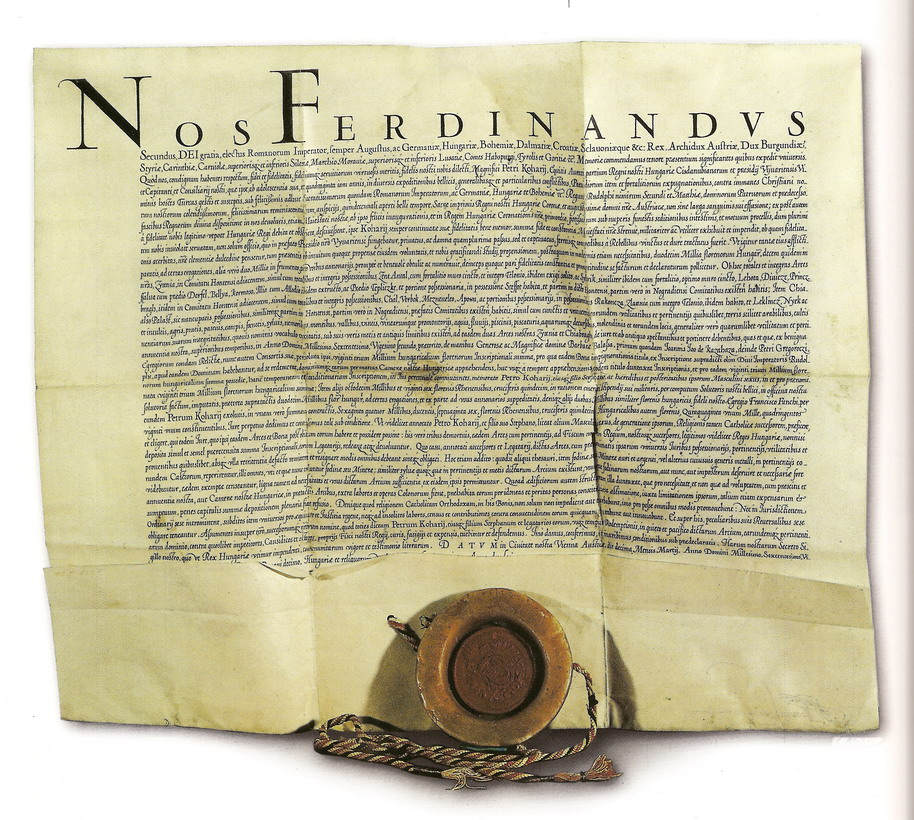
II. Ferdinánd Csábrágot és Szitnyát örökadományba adja, 1629. március 10-én

Koháry Imre és ráhói és szuhai Jákóffy Katalin elsőszülött gyermeke. Kezdetben Hont vármegye jegyzője volt, de a tollat hamar felcserélte karddal. 1593-ban harcolt Szabadka és Fülek ostromában, 1594-ben pedig Esztergomnál. 1596-ban Pálffy Miklóssal együtt küzdött a mezőkeresztesi csatában (október 23–26.), ahonnan Pálffyval együtt csak nagy üggyel-bajjal tudtak megmenekülni. 1606-ban királyi biztosként része volt a bécsi béke megkötésében. Tagja volt annak a küldöttségnek, amelyik a Prágában, Rudolf királynál lévő magyar koronát 1608-ban hazahozta II. Mátyás király megkoronázásához. 
1613-ban királyi követként járt Bethlen Gábor fejedelemnél. Érdemei elismeréséül 1616. február 15-én II. Mátyás király bárói rangra emelte. Ezután 1619-ben Érsekújvár kapitányaként védte a várat Bethlen hadával szemben, végül is legénysége feladta a Gyarmat felől közeledő Széchy Györgynek és Rhédey Ferencnek. Így fogságba került, s előbb Kassára, majd Erdélybe vitték. Több ízben megpróbálták Bethlen pártjára csábítani, de ő tanúbizonyságát adta hűségének, ezzel mutatva példát örököseinek.
1621-ben a nikolsburgi béke hatására kiszabadult fogságából. Szabadságát visszanyerve engedélyt kapott arra, hogy állandóan 40 lovast és 60 gyalogost tarthasson maga mellett testőrségül. Ezután már mint Érsekújvár főkapitánya jeleskedett. Ebben a minőségében sikeresen harcolt a törökkel, és az erdélyi seregekkel is. II. Ferdinánd Koháryt a nemrégiben elhalálozott Cziráky Mózes helyett, 1627-ben királyi személynökké nevezte ki. II. Ferdinánd 1622-ben először zálogbirtokként, 1629-ben pedig örökös adományként Csábrág és Szitnya várával és uradalmával ajándékozta meg.

## Családja
Első felesége Vethle Regina volt, akinek tőle négy gyermeke született:
- Koháry Katalin (?), aki báró trebosztói Révay András felesége lett.
- István (1616–1664) feleségei: 1. divékújfalusi Újfalussy Éva, 2. gróf gyarmati Balassa Judit
- Koháry Magdolna (?), aki öcsényi és vedrédi Baranyai Tamás felesége volt.
- Koháry Mária (?), fiatalon elhunyt.

Második felesége gróf gyarmati Balassa Borbála volt.